# Вулиця Каховська (Львів)
Вулиця Каховська — вулиця у Залізничному районі міста Львова, місцевість Сигнівка. Вулиця Каховська сполучає вулиці Ряшівську та Патона. Прилучаються вулиці Трещаківського, Гарматія, Камінна.

## Назва
Вулиця утворилася, як частина центральної вулиці у складі підміського селища Сигнівка. Після входження селища до меж міста 11 квітня 1930 року, вулиці колишнього села були перейменовані або ж новоутвореним вулицям надавалися певні назви. Так, у 1933 році отримала назву Парафіяльна, на честь парафіяльного храму Сигнівки — костелу святих апостолів Петра і Павла (нині — православний храм Святого Архистратига Михаїла), під час німецької окупації — Зиґньовер-Пфаррґассе. У 1944 році повернена передвоєнна назва — вулиця Парафіальна. Сучасна назва від 1946 року, на честь українського міста Каховка, що на Херсонщині.

## Забудова

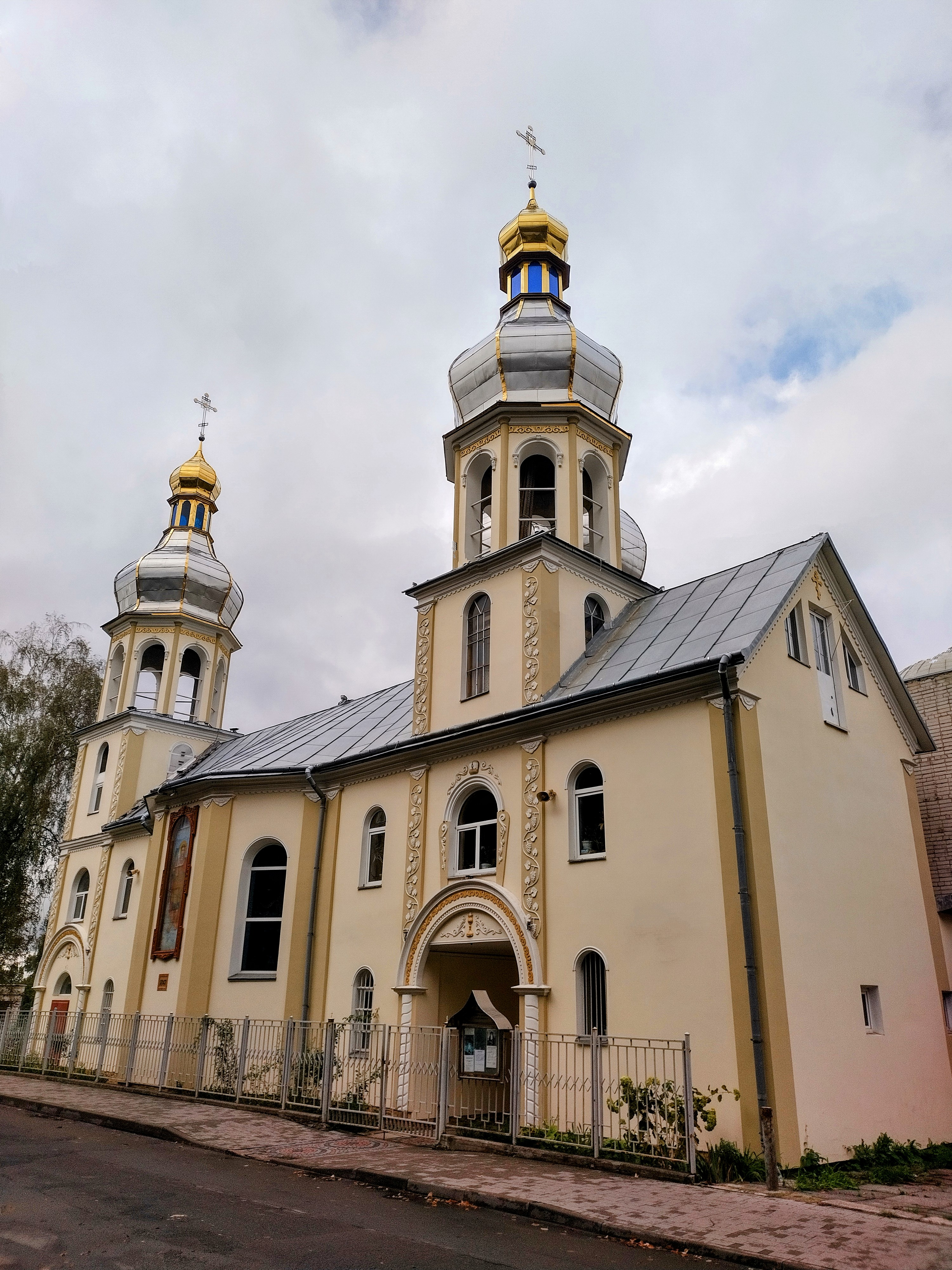
Храм святого Архістратига Михайла

У забудові вулиці Каховської присутні одноповерховий польський конструктивізм 1930-х років, одноповерхова радянська барачна забудова 1950-х років, чотири- та п'ятиповерховий радянський конструктивізм 1960-х років, дев'ятиповерхова забудова 2000-х років.
№ 10 — ЗДО № 136 «Віночок».
№ 26 — шестиповерховий житловий багатоквартирний житловий будинок з вбудованими приміщеннями комерційного призначення збудований та 2015 року зданий в експлуатацію будівельною компанією «Добробут». Одне з приміщень займає салон краси «Венеція».
№ 27 — восьми-дев'ятиповерховий багатоквартирний житловий будинок з вбудованими офісними приміщеннями, збудований і 2012 року зданий в експлуатацію будівельною компанією «Галбуд». Офісне приміщення біля другого під'їзду початково орендувала аптека, згодом це була громадська приймальня одного з депутатів ЛМР. Від 3 серпня 2020 року тут міститься відділення поштового зв'язку № 40, що переїхало сюди з вул. Патона, 4/1. В комерційних приміщеннях будинку на нульовому поверсі (підвальні приміщення) містяться продуктова крамниця та магазин «Автозапчастини».
№ 32 — храм Святого Архистратига Михаїла, облаштований у будівлі колишньої лютеранської кірхи, будівництво якої розпочалося 1847 року. У 1930-х роках — костел святих апостолів Петра і Павла, парафіяльний храм Сигнівки. У радянський час храм використовували як спортзал, у 1990-х роках місцева православна громада одержала це приміщення, яке згодом перебудували, зокрема надбудувавши бані. 21 листопада, у День вшанування святого Архістратига Михаїла, відбувся чин освячення відновленого храму, на честь Святого Архистратига Михаїла та перша Літургія.
№ 33, 35 — п'ятиповерхові житлові будинки, збудовані у 1960-х роках ВО «ЛОРТА», як гуртожитки для працівників підприємства. У вересні 2012 року, державний концерн «ЛОРТА» безкоштовно передав у власність територіальної громади міста чотири своїх колишніх гуртожитки, включно з цими на вул. Каховській, 33 та 35.
№ 34 — за радянських часів тут був фірмовий магазин «Мотор» львівського мотозаводу. 2004 року будівля перейшла у власність ДП ТзОВ «УРС "Єврогурт"», яка згодом відкрила тут бакалійну (продуктову) крамницю. Рішенням Господарського суду Львівської області від 20 серпня 2019 року ДП ТзОВ «УРС "Єврогурт"» визнано банкрутом. Від 2012 року будівля стояла пусткою. Наприкінці 2021 року будівлю знесено.
№ 37а — п'ятиповерховий житловий будинок, збудований у 1960-х роках для працівників Львівської залізниці, переданий у власність територіальної громади міста Львова 26 вересня 2002 року.